# حكومة هاواي المؤقتة
حكومة هاواي المؤقتة هي حكومة تم إعلانها بعد الانقلاب الذي حدث في 17 يناير 1893، من قبل لجنة السلامة المؤلفة من 13 عضوًا بقيادة رئيسها هنري إي. كوبر والقاضي السابق سانفورد ب. كرئيس معين لهاواي. وقد حلت محل مملكة هاواي بعد الإطاحة بالملكة ليليوكالاني. كانت بمثابة حكومة مؤقتة حتى إنشاء جمهورية هاواي في 4 يوليو 1894.

## التاريخ
بعد الإطاحة بمملكة هاواي، أنشأ قادة الانقلاب الحكومة المؤقتة وشرعوا في تنفيذ ضم هاواي من قبل الولايات المتحدة. أرسلت الحكومة المؤقتة لجنة بما في ذلك لورن إيه ثورستون إلى الولايات المتحدة وتفاوضت على معاهدة مع الرئيس بنجامين هاريسون تم إرسالها بسرعة إلى مجلس الشيوخ الأمريكي للموافقة عليها. في الوقت نفسه، كانت الأميرة فيكتوريا كاسيولاني في واشنطن العاصمة للدفاع عن الجانب الملكي وضد الانقلاب الذي وصفته بأنه غير قانوني.
بعد فترة وجيزة من توليه منصبه في مارس 1893، سحب الرئيس جروفر كليفلاند، وهو نفسه مناهض للإمبريالية، المعاهدة وأمر بإجراء تحقيق في الكونجرس في الأحداث المحيطة بالإطاحة بملكية هاواي. بعد تلقي التقرير الرسمي للجنة، صرح كليفلاند أن الولايات المتحدة استخدمت القوة العسكرية بشكل غير قانوني ودعا إلى إعادة الملكة ليليوكالاني إلى منصبها. أحال كليفلاند الأمر إلى الكونجرس بعد أن رفض سانفورد دول مطالب كليفلاند، وأجرى مجلس الشيوخ الأمريكي تحقيقًا غير رسمي في تقرير مورغان، الذي رفض تمامًا وجود أي تورط للولايات المتحدة في الإطاحة بالنظام الملكي. بعد تقديم نتائج هذه اللجنة، كرر كليفلاند موقفه، وشجب الحكومة المؤقتة باعتبارها ليست قانونية.

## جيش هاواي
بعد الإطاحة بالنظام الملكي، تم تشكيل جيش في 27 يناير 1893، ووضع تحت قيادة العقيد جون هاريس سوبر. يتألف هذا الجيش من أربع سرايا: ثلاث سرايا حرس وطني وسرية جيش نظامي واحدة. كانت سرايا الحرس الوطني هي:
- A مكونة من متطوعين من أصل ألماني، بقيادة تشارلز دبليو زيغلر.[2]
- B مكونة من أعضاء من بنادق هونولولو، بقيادة هيو جون.
- C المكونة من متطوعين من أصل برتغالي بقيادة جوزيف م. كامارا.
- D جنود نظاميون، بقيادة جون جود.

كان الجيش نشطًا في ظل حكومة هاواي المؤقتة حيث تم تنشيطه في حرب الجذام في عام 1893 وتم تنشيطه مرة أخرى خلال الثورة المضادة عام 1895 في هاواي في عام 1895. بعد أن تم ضم هاواي لتصبح إقليم هاواي في 1898، دخلت السرايا نظام الحرس الوطني للجيش وأصبحت جزءًا من الحرس الوطني لجيش هاواي.